# Empis abcirus
Empis abcirus är en tvåvingeart som beskrevs av Walker 1849. Empis abcirus ingår i släktet Empis och familjen dansflugor. Inga underarter finns listade i Catalogue of Life.